# Avviso scorta
Gli avviso scorta (destroyer escort - DE - secondo la classificazione di scafo della US Navy; tradotto dall'inglese cacciatorpediniere scorta) erano unità più leggere dei cacciatorpediniere di squadra e dotate di apparato motore meno potente, in quanto queste unità non dovevano tenere la velocità massima di circa 30 nodi delle unità di squadra, ma quella di ben più lenti convogli, fino ad un massimo di 22 nodi circa. Erano navi costruite per compiti di seconda linea, con un dislocamento superiore a quello delle normali corvette e fregate, con una velocità massima di circa 25 nodi, e prive di armamento pesante.
Nella Marina Militare Italiana questo tipo di unità vennero classificate avviso scorta e successivamente le unità di minor tonnellaggio vennero riclassificate corvette e quelle di maggior tonnellaggio fregate.
I Destroyer escorts (DE) erano navi diverse dagli Escort destroyers (DDE); questi ultimi erano Destroyers (DD) convertiti dopo la seconda guerra mondiale per diventare delle navi di scorta della flotta (Fleet escort); nel 1962, gli Escort destroyers (DDE) furono nuovamente riclassificati Destroyers (DD).

In sintesi: Escort destroyer → Destroyer/Cacciatorpediniere e Destroyer escort/Ocean escort → Fregata.

## L'origine
Il ruolo dei cacciatorpediniere ebbe un'evoluzione nel corso della seconda guerra mondiale, quando, con la minaccia costituita dai sommergibili diventati sempre più efficaci e con l'aeroplano che era diventato un'importante arma nel combattimento navale, i cacciatorpediniere, per fronteggiare tali minacce, vennero equipaggiati di nuovi cannoni antiaerei e del radar, oltre che di mitragliere pesanti, cariche di profondità e siluri, evolvendosi così sempre più in grandi unità multiruolo.
I cacciatorpediniere, essendo unità di squadra, dovevano avere una velocità ed un dislocamento adeguati ad operare insieme ad unità maggiori veloci, come le portaerei, gli incrociatori e le corazzate più moderne; ciò le rendeva delle unità costose oltre che possibile oggetto di attacco da parte del nemico, piuttosto che unità destinate alla protezione di altre navi. Al ruolo di navi scorta vennero relegate unità obsolete ormai inadatte a compiti di squadra, ma che si dimostrarono inadeguate anche per questi compiti. La conseguenza di questa evoluzione portò all'introduzione di navi più piccole ed economiche specializzate nella caccia ai sommergibili e alla difesa di punto da attacchi aerei.

## La specializzazione
Nella Regia Marina a svolgere questo compito erano state destinate le unità della classe Orsa classificate avviso scorta, poi torpediniere e (dal 1943) torpediniere di scorta nel corso del conflitto, in cui a compiti di scorta furono destinate soprattutto le torpediniere. Nel corso del conflitto la Regia Marina aveva ordinato, per la protezione dei convogli diretti verso la Libia la costruzione delle corvette della Classe Gabbiano, ma delle sessanta unità previste solamente una piccola parte venne completata ed entrò in servizio, con le unità sopravvissute al conflitto che entrarono a far parte della Marina Militare Italiana, con alcune di queste che prestarono servizio fino agli anni settanta.

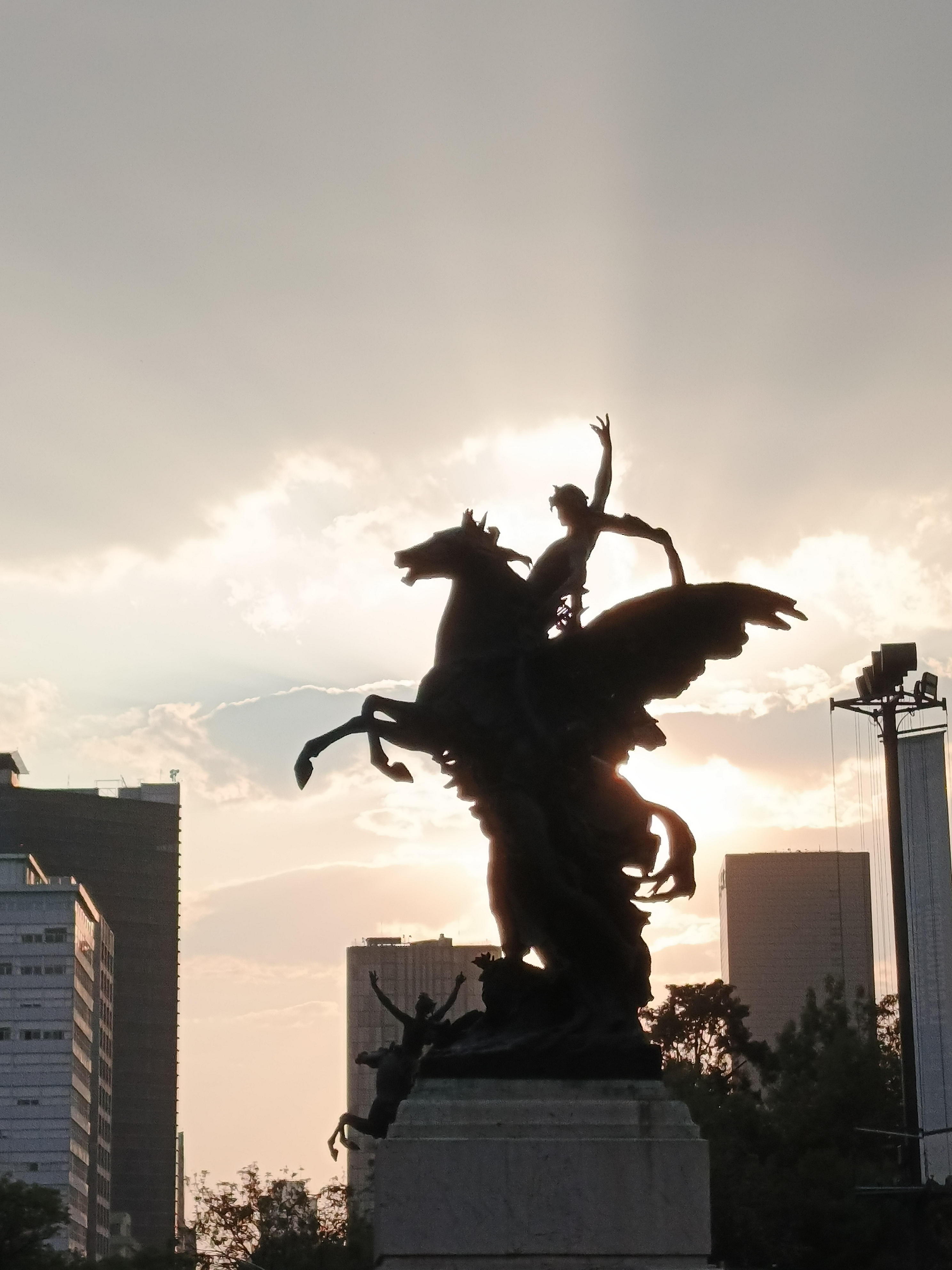

Nella Royal Navy questo tipo di unità di scorta furono le corvette e le fregate, mentre la US Navy introdusse i cacciatorpediniere scorta contrassegnati dalla sigla DE (Destroyer Escort), che era l'hull classification symbol (simbolo di classificazione di scafo) della US Navy.

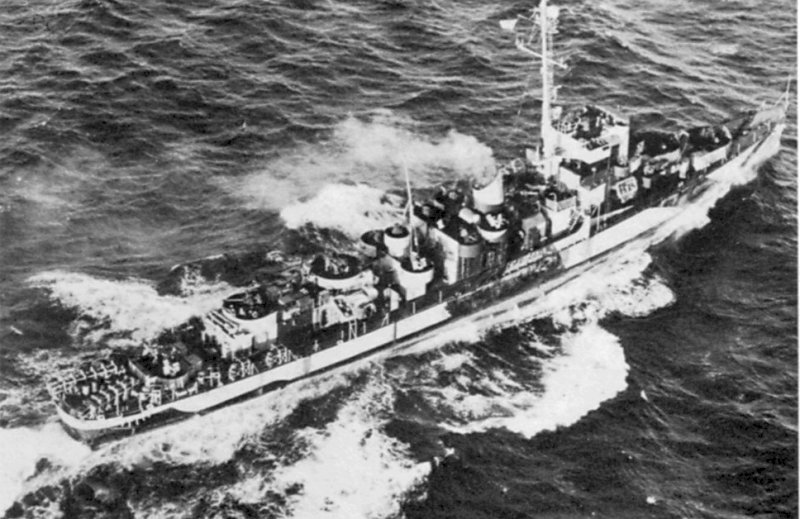
USS Evarts (DE-5)

Le unità americane erano armate di tre cannoni da 76mm, con funzione duale, antinave e antiaerea vari cannoni e mitragliere da 20 e 40mm per la difesa antiaerea di punto, e per la lotta ai sommergibili porcospino, lanciasiluri e bombe di profondità. Varati a partire dal 1943, diedero in breve alla US Navy una forza da combattimento numerosissima, con 457 esemplari realizzati in otto classi, equipaggiate con vari apparati propulsivi, che si dimostrarono efficienti: il cacciatorpediniere USS England passò alla storia per aver affondato sei sommergibili giapponesi nel Pacifico, record mai più battuto da nessuna nave di scorta di questa categoria e superato solo da una portaerei classe Bogue, proprio la capoclasse USS Bogue, che riuscì ad affondare dieci U-Boot tedeschi in Atlantico, di cui nove in una sola missione, ma con i suoi aerei e non con l'armamento di bordo. In pratica queste navi con il loro numero elevato, sommato alle ottime apparecchiature radio, radar e sonar disponibili, furono decisive nella sopraffazione in pochi mesi della residua forza di sommergibili dell'Asse, e aiutarono molto contro gli attacchi aerei giapponesi.
Di queste navi ben 78 vennero cedute in prestito ai britannici. Tra le unità di questo tipo i cacciatorpediniere della Classe Cannon con sei unità di questa classe cedute in prestito alle forze navali della Francia Libera che al termine del conflitto gli Stati Uniti cedettero definitivamente alla Francia entrando a far parte della Marine Nationale; alcune unità di questa classe al termine del conflitto servirono in diverse marine militari di alleati degli Stati Uniti, tra cui la Marina Militare Italiana, dove costituirono la Classe Aldebaran, entrate in servizio con la bandiera italiana all'inizio del 1951 e operando fino all'inizio degli anni settanta, classificate prima come Avviso Scorta, poi come fregate e nell'ultima parte della loro vita operativa come corvette. 
Nel dopoguerra, in base al programma di difesa di mutua assistenza, navi di questo tipo costruite in Italia furono due unità della Classe Centauro, costruite negli anni cinquanta, classificate inizialmente Avviso Scorta e riclassificate fregate prima della loro entrata in servizio.

## Dopo la seconda guerra mondiale
Nella US Navy le unità di questo tipo dopo il conflitto vennero successivamente riclassificate in vari modi e a partire dalla metà degli anni cinquanta denominate comunemente fregate. Le unità che non vennero riammodernate vennero riclassificate Ocean escort (DE), mentre le unità sottoposte a lavori di riammodernamento vennero classificate in base ai compiti loro assegnati e agli ammodernamenti ricevuti; le unita dotate di missili vennero riclassificate Guided Missile Ocean Escort (DEG); mentre altre unità, che vennero dotate di radar di scoperta aerea di più moderna concezione, furono riclassificate Radar Picket Destroyer Escort (DER) ed utilizzate come unità di allerta aerea.

### La riclassificazione della US Navy
Il 30 giugno 1975 in seguito alla riclassificazione della US Navy del 1975 queste navi (DE/DEG/DER) vennero riclassificate:
- le Ocean Escorts (DE) vennero riclassificate fregate (FF),
- le Ocean Escorts dotate di missili (Guided Missile Ocean Escort - DEG) vennero riclassificate fregate lanciamissili (FFG)
- i Destroyer Escorts di allerta aerea (Radar Picket Destroyer Escort - DER) vennero riclassificati fregate radar (FFR)

Le prime unità statunitensi di nuova costruzione ad essere classificate fregate sarebbero state le unità della classe Oliver Hazard Perry.

## Ocean escort
Gli Ocean escorts (del secondo dopoguerra) sono un'evoluzione dei Destroyer escorts della seconda guerra mondiale. Entrambe le tipologie di navi avevano infatti come classificazione di scafo la sigla DE. Le navi prodotte durante la seconda guerra mondiale furono denominate Destroyer escort, mentre quelle del secondo dopoguerra furono denominate Ocean escort. Con la riclassificazione della US Navy del 1975, le navi classificate DE/DEG furono riclassificate FF/FFG, cioè fregate (la G sta per "Guided Missile").

## Escort Destroyer
I Destroyer Escorts non vanno confusi con gli Escort Destroyers che erano cacciatorpediniere di squadra (DDE) che al termine del secondo conflitto mondiale vennero convertiti per essere assegnati a compiti di scorta antisommergibile. 

## Classi
| Classe                | Design  | Capoclasse                  | Commissionata     | Navi ordinate | Completate come DE |
| --------------------- | ------- | --------------------------- | ----------------- | ------------- | ------------------ |
| classe Evarts         | GMT     | USS Evarts (DE-5)           | 15 aprile 1943    | 105           | 65                 |
| classe Buckley        | TE      | USS Buckley (DE-51)         | 30 aprile 1943    | 154           | 65                 |
| classe Cannon         | DET     | USS Cannon (DE-99)          | 26 settembre 1943 | 116           | 58                 |
| classe Edsall         | FMR     | USS Edsall (DE-129)         | 10 aprile         | 85            | 85                 |
| classe Rudderow       | TEV     | USS Rudderow (DE-224)       | 15 maggio 1944    | 252           | 21                 |
| classe John C. Butler | WGT     | USS John C. Butler (DE-339) | 31 marzo 1944     | 293           | 83                 |
| classe Dealey         | SCB 72  | USS Dealey (DE-1006)        | 3 giugno 1954     | 13            | 13                 |
| classe Claud Jones    | SCB 131 | USS Claud Jones (DE-1033)   | 10 febbraio 1959  | 4             | 4                  |
| classe Bronstein      |         | USS Bronstein (DE-1037)     | 15 giugno 1963    | 2             | 2                  |
| classe Carcia         |         | USS Garcia (DE-1040)        | 21 dicembre 1964  | 11            | 10                 |
| classe Knox           |         | USS Knox (DE-1052)          | 16 aprile 1969    | 46            | 46                 |

| Classe        | Design | Capoclasse         | Commissionata | Navi ordinate | Completate come DEG |
| ------------- | ------ | ------------------ | ------------- | ------------- | ------------------- |
| classe Brooke |        | USS Brooke (DEG-1) | 16 marzo 1966 | 6             | 6                   |